# San Juan de Guadalupe
San Juan de Guadalupe är en ort i Mexiko.   Den ligger i kommunen San Juan de Guadalupe och delstaten Durango, i den centrala delen av landet, 700 km nordväst om huvudstaden Mexico City. San Juan de Guadalupe ligger 1 529 meter över havet och antalet invånare är 1 712.
Terrängen runt San Juan de Guadalupe är platt åt sydväst, men åt nordost är den kuperad. San Juan de Guadalupe ligger nere i en dal. Runt San Juan de Guadalupe är det mycket glesbefolkat, med 2 invånare per kvadratkilometer. San Juan de Guadalupe är det största samhället i trakten. Omgivningarna runt San Juan de Guadalupe är i huvudsak ett öppet busklandskap.